# Isaac Westergren
Johan Isaac Westergren (Gävle, 12 luglio 1875 – Leksand, 16 ottobre 1950) è stato un velocista svedese.
Partecipò ai Giochi della II Olimpiade che si svolsero a Parigi nel 1900. Prese parte alle gare dei 60 metri e 100 metri piani, venendo eliminato in batteria in entrambe le gare.